# Guillaume Beuzelin
Pour les articles homonymes, voir Beuzelin.
Guillaume Beuzelin est un footballeur français né le 14 avril 1979 au Havre. Il est milieu de terrain. 

## Joueur
Considéré comme un grand espoir havrais, Guillaume Beuzelin fait son premier match parmi l'élite à l'âge de 19 ans, dans une équipe en proie à des difficultés sportives mais où il obtient un temps de jeu probant pour un jeune.
Toutefois malgré la relégation en Ligue 2, Guillaume devient soudain un élément peu exploité par le nouvel entraineur Jean-François Domergue. L'équipe rate de peu la remontée immédiate en terminant aux portes de la L1, mais Guillaume ne participe presque pas à l'aventure ne faisant que 7 matchs pro. 
Le club décide de prêter le joueur la saison suivante afin qu'il obtienne un temps de jeu probant.
Guillaume atterrit donc en 2001/2002 dans le club de l'AS Beauvais (L2) aux côtés de David De Freitas, Yohan Demont, ou bien encore Grégory Thil. À la surprise générale, le club de l'Oise joue tout comme le club doyen la montée en L1 allant même jusqu'à squatter les places de promotion durant les trois quarts de la saison. C'est pour Guillaume, sa première saison en tant que titulaire et se révèle complètement. 
Malheureusement, le club rate la montée, mais au retour dans son club d'origine, Beuzelin bénéficie d'un crédit supplémentaire auprès des dirigeants havrais.
A contrario de l'AS Beauvais, le HAC a lui réussi l'accession en Ligue 1, et Beuzelin devient alors dans l'élite un joueur important avec d'autres jeunes joueurs comme Anthony Le Tallec ou Florent Sinama-Pongolle. Mais si sur le plan individuel, il participe en 2002/2003 à 35 matchs de L1, il ne sauve pas son club qui est une nouvelle fois relégué en L2 pour quelques points.
S'illustrant à un degré moindre en 2003/2004, il ne parvient pas avec le reste de l'équipe à faire remonter Le Havre dans l'élite du foot français et les dirigeants décident de ne pas renouveler son contrat.
Sans club, il décide de tenter l'expérience à l'étranger en s'exilant à Hibernian Football Club en Écosse. Il devient l'un des joueurs majeurs du championnat écossais durant 4 ans, participant à plus d'une centaine de matchs (championnat + coupes) et remportant même en 2007 la Coupe de la ligue écossaise.
Transféré en 2008/2009, il a l'occasion de découvrir l'Angleterre en partant pour la deuxième division et le club de Coventry City, avec lequel il obtient une modeste 17e place. Non retenu par le club anglais malgré ses 35 matchs et de bonnes prestations, il rejoint l'Hamilton Academical FC le 29 septembre 2009. Mais le retour en Écosse est rude et en six mois, le joueur ne participe qu'à quatre matchs, une vraie désillusion qui le pousse à quitter une nouvelle fois le championnat.
Ainsi, quelques mois après son arrivée, Guillaume choisit une destination plus "exotique" puisqu'en janvier 2010, il rejoint la D2 chypriote et le club de l'Olympiakos Nicosie, avec celui-ci il termine troisième et obtient la montée en D1. Après une saison dans l'élite chypriote, il quitte le club en juin 2011 après une saison miné par les blessures.

## Carrière de joueur
- 1999-2001 : Le Havre AC ( France)
- 2001-2002 : AS Beauvais ( France)
- 2002-2004 : Le Havre AC ( France)
- 2004-2008 : Hibernian Édimbourg ( Écosse)
- 2008-2009 : Coventry City ( Angleterre)
- 2009      : Hamilton Academical FC ( Écosse)
- 2010-2011 : Olympiakos Nicosie ( Chypre)[1]

## Palmarès
- Vainqueur de la Coupe de la ligue d'Écosse en 2007 avec Hibernian

## Statistiques
- 2 matchs et 0 but en Coupe de l'UEFA
- 60 matchs et 5 buts en Ligue 1
- 68 matchs et 6 buts  en Ligue 2
- 106 matchs et 10 buts en 1re division écossaise
- 35 matchs et 1 but en 2e division anglaise

## Entraineur
Après une carrière de joueur qui l'a emmené dans plusieurs pays différent, Guillaume retourne en Écosse dès 2011 pour devenir entraineur.
Ainsi en 2011, il est l'entraineur des jeunes au Falkirk Football Club, puis devient en janvier 2012, l'entraineur de l'équipe réserve de l'Université de Stirling.
En septembre 2012, il revient dans le club de son cœur : Hibernian Édimbourg, pour coacher les jeunes de moins de 14 ans.
En juillet 2014, il devient entraineur de Dumbarton Football Club en D2 écossaise .
En janvier 2015 il rejoint le Hamilton Academical Football Club en qualité d'adjoint de Martin Canning .

## Carrière d'entraineur
- 2011 :  Falkirk FC (entraîneur-adjoint des -17 ans)
- Janv.-juin 2012 :  Université de Stirling
- Sept. 2012-2014 :  Hibernian FC (entraîneur-adjoint des -17 ans)
- 2014-janv. 2015 :  Dumbarton FC (entraîneur-adjoint)
- Janv. 2015-2018 :  Hamilton Academical (entraîneur-adjoint)
- Févr. 2022- :  Hibernian FC (entraîneur des jeunes)